# 德尔亥 (路易斯安那州)
德尔亥（英語：Delhi，/ˈdɛl.haɪ/），是美国路易斯安那州下属的一座城市。根据2010年美国人口普查，该市有人口9,206人。建置上，属于“town”。